# Zénón z Kitia
Zénón z Kitia (asi 333 př. n. l. Larnaka na Kypru – 262 př. n. l. Athény) byl vlivný řecký filozof helénistické doby, zakladatel stoicismu. Z jeho díla se zachovaly jen zlomky u jiných autorů a také o jeho životě víme jen anekdotické příběhy. Zato jeho filozofie sebeovládání měla nesmírný vliv v celé pozdní antice, zejména v Římě a v raném křesťanství. Také v novověku se ke stoicismu hlásilo mnoho významných lidí.
Je po něm pojmenován měsíční kráter Zeno.

## Život
Zénón se narodil v kupecké rodině možná fénického původu ve městě Kition (dnes Larnaka) na ostrově Kypru a sám byl až do 42 let také kupcem. Podle líčení Diogena Laertia mu tehdy na moři ztroskotala loď a o všechno přišel. Jak bloumal athénskými ulicemi, zašel ke knihkupci a našel tam cosi od Sókrata. Zeptal se knihkupce, kde by se něčemu takovému mohl naučit, a ten mu místo odpovědi ukázal kynického filozofa Kratéta z Théb, který se stal jeho učitelem. Zénón pocházel z vyšší vrstvy a kynická škola byla drsná. Jednou ho učitel prý nechal nosit po ulicích hrnec s polévkou a holí mu jej rozbil. Polévkou politý Zénón se dal na útěk a mistr za ním volal: „Proč utíkáš, můj malý Féničane? Vždyť se ti nic nestalo!“ Protože učili ve sloupořadí (řecky stoa), dostala i jejich škola název Stoa resp. stoicismus. O Zenónově smrti se vypráví, že už jako stařec vyšel z domu, zakopl a zlomil si palec. Obrátil se k nebi, ocitoval slova nešťastné Niobé: „Už jdu, proč mne ještě voláš?“ a oběsil se. Zenón se popisuje jako hubený muž tmavé pleti. Ačkoli se obklopoval žebráky a sám prý také žebral, lidé si jej velmi vážili, vyznamenali ho zlatým věncem a postavili mu náhrobek.

## Myšlenky a dílo
Zénónův hlavní spis se nazýval „O obci“ a byla to patrně utopie o obci racionálních lidí, kde nejsou peníze, chrámy ani soudy, protože rozumní lidé je nepotřebují a řídí se pouze svým rozumem. Jádrem Zenónova učení byl názor, že člověk má především usilovat o to, aby jím nic v životě nemohlo otřást (ataraxie). Proto se nesmí k ničemu upínat, musí ovládat své vášně a choutky, a pak může dosáhnout i klidu a štěstí. „Klidu se nejlépe dosáhne lhostejností k radostem i strastem“. Člověk má vždy udělat to, co je právě správné (řec. kathékon) – příkladem je Zénónova smrt.
Na rozdíl od kyniků, kteří žili na okraji společnosti, stoikové uznávali společenskou povahu člověka a zdůrazňovali statečnost, odpovědnost a další občanské ctnosti. Stoicismus je filozofie hrdinské svobody, autonomie jednajícího a odpovědného člověka, který ovládá sám sebe, řídí se svým rozumem a svými povinnostmi ale nevzdoruje osudu. Proto měl takový vliv v celých pozdějších dějinách.